# Penago II
Penago II is een bestuurslaag in het regentschap Seluma van de provincie Bengkulu, Indonesië. Penago II telt 1383 inwoners (volkstelling 2010).